# Famy
Famy è una municipalità di quinta classe delle Filippine, situata nella Provincia di Laguna, nella Regione del Calabarzon.
Famy è formata da 20 baranggay:
- Asana (Pob.)
- Bacong-Sigsigan
- Bagong Pag-Asa (Pob.)
- Balitoc
- Banaba (Pob.)
- Batuhan
- Bulihan
- Caballero (Pob.)
- Calumpang (Pob.)
- Cuebang Bato
- Damayan (Pob.)
- Kapatalan
- Kataypuanan
- Liyang
- Maate
- Magdalo (Pob.)
- Mayatba
- Minayutan
- Salangbato
- Tunhac